# Kanton Cannes-Centre
Kanton Cannes-Centre (fr. Canton de Cannes-Centre) je francouzský kanton v departementu Alpes-Maritimes v regionu Provence-Alpes-Côte d'Azur. Tvoří ho pouze střed města Cannes.